# Geotria australis
Sous-famille
Genre
Espèce
Statut de conservation UICN

 DD  : Données insuffisantes
Geotria australis, unique représentant du genre Geotria, lui-même unique genre de la sous-famille des Geotriinae, est une espèce de lamproie de la famille des Petromyzontidae.

## Répartition
Cette espèce, qui vit en haute-mer à l'âge adulte, se reproduit en Australie, en Nouvelle-Zélande, en Argentine et au Chili.

#### Geotriinae
- (fr + en) ITIS : Geotriinae Non valide (consulté le 4 février 2021)
- (fr + en) ITIS : Geotriidae (consulté le 4 février 2021)
- (en) WoRMS : Geotriinae (+ liste genres + liste espèces) (consulté le 4 février 2021)

#### Geotria
- (en) Animal Diversity Web : Geotria (consulté le 10 mars 2013)
- (en) Catalogue of Life : Geotria Gray, 1851 (consulté le 26 juillet 2025)
- (en) FishBase : liste des espèces du genre Geotria (site miroir) (consulté le 10 mars 2013)
- (fr + en) ITIS : Geotria Gray, 1851 (consulté le 10 mars 2013)
- (en) NCBI : Geotria (taxons inclus) (consulté le 10 mars 2013)
- (en) Tree of Life Web Project : Geotria (consulté le 10 mars 2013)
- (en) WoRMS : Geotria Gray, 1851 (+ liste espèces) (consulté le 10 mars 2013)

#### Geotria australis
- (en) Animal Diversity Web : Geotria australis (consulté le 10 mars 2013)
- (en) Catalogue of Life : Geotria australis Gray, 1851 (consulté le 21 décembre 2020)
- (en + fr) FishBase : espèce Geotria australis Gray, 1851 (+ traduction) (+ noms vernaculaires 1 & 2) (consulté le 10 mars 2013)
- (fr + en) ITIS : Geotria australis Gray, 1851 (consulté le 10 mars 2013)
- (en) NCBI : Geotria australis (taxons inclus) (consulté le 10 mars 2013)
- (en) UICN : espèce Geotria australis Gray, 1851 (consulté le 20 mai 2015)
- (en) WoRMS : espèce Geotria australis Gray, 1851 (consulté le 10 mars 2013)